# 巴特利特 (新罕布什爾州)
巴特利特（英語：Bartlett）是一個位於美國新罕布什爾州卡羅爾縣的鎮。

## 人口
根據2020年美國人口普查的數據，巴特利特的面積為194.80平方千米，當中陸地面積為193.70平方千米，而水域面積為1.10平方千米。當地共有人口3200人，而人口密度為每平方千米16人。